# Steingrímsfjörður
Steingrímsfjörður – fiord w północno-zachodniej Islandii, stanowi boczną zatokę we wschodniej części zatoki Húnaflói, wcina się we wschodnie wybrzeże półwyspu tworzącego region Fiordów Zachodnich. Fiord osiąga około 6 km przy wejściu. Wcina się w ląd na głębokość około 24 km, najpierw w kierunku zachodnim, potem północnym, a potem ponownie zachodnim. U wejścia do fiordu znajduje się wyspa Grímsey. Na północ od niego znajduje się fiord Bjarnarfjörður, a na południe - Kollafjörður.
Rozproszone osadnictwo ciągnie się wzdłuż całego wybrzeża. Większe miejscowości to Hólmavík, położona w głębi fiordu na jego zachodnim wybrzeżu oraz Drangsnes, położona u wejścia do fiordu, na jego północnym wybrzeżu. Południowo-zachodnie wybrzeże wchodzi w skład gminy Strandabyggð, a północno-wschodnie - Kaldrananeshreppur. Wzdłuż tego pierwszego biegną drogi nr 68 i 61, a wzdłuż drugiego - droga nr 645.  